# Mesochorus palmaricus
Mesochorus palmaricus är en stekelart som beskrevs av Dasch 1974. Mesochorus palmaricus ingår i släktet Mesochorus och familjen brokparasitsteklar. Inga underarter finns listade i Catalogue of Life.